# Eremotylus abnormus
Eremotylus abnormus là một loài tò vò trong họ Ichneumonidae.